# Bầu cử tổng thống Hoa Kỳ 1996
Cuộc bầu cử tổng thống Hoa Kỳ năm 1996 diễn ra vào thứ ba, ngày 5 tháng 11 năm 1996, là cuộc bầu cử tổng thống thứ 53 liên tục bốn năm một lần trong lịch sử Hoa Kỳ. Cuộc bầu cử này bầu chọn một tổng thống và phó tổng thống. Người dân đã bầu chọn các đại cử tri, và dựa trên kết quả tại khu vực mà họ đại diện, những đại cử tri này đã chính thức bầu chọn tổng thống và phó tổng thống mới vào ngày 16 tháng 12 năm 1996.
Cuộc bầu cử diễn ra cùng ngày với các cuộc bầu cử quốc hội (33 ghế thượng viện và tất cả 435 ghế hạ viện) và địa phương (11 chức vụ thống đốc và vô số cuộc trưng cầu dân ý) trong cuộc tổng tuyển cử Hoa Kỳ, 1996.
Tổng thống đương nhiệm Bill Clinton từ Arkansas, người đang tái tranh cử cho nhiệm kỳ thứ hai và cuối cùng của mình, đã được tái đề cử làm ứng cử viên đại diện cho Đảng Dân chủ. Cựu thượng nghị sĩ Bob Dole từ Kansas, đã được đề cử làm ứng cử viên đại diện cho Đảng Cộng hòa. Doanh nhân Ross Perot từ Texas, đã được đề cử làm ứng cử viên đại diện cho Đảng Cải cách.
Kết quả cho thấy ông Clinton đã giành đủ phiếu đại cử tri đoàn là 379, để đánh bại đối thủ của mình là ông Dole và ông Perot. Vì thế, ông Clinton đã được tái đắc cử tổng thống cho nhiệm kỳ thứ hai và ông đã được tái nhậm chức vào ngày 20 tháng 1 năm 1997.